# Arie Visser (1826-1896)
Arie Visser (Woubrugge, 30 april 1826 - aldaar, 5 september 1896) was landbouwer en een lokaal politicus in Woubrugge. Hij was raadslid, wethouder en locoburgemeester voor de Anti-Revolutionaire Partij.

## Familie
Arie Visser was een zoon van Jacob Visser (1773-1850), landbouwer, en Kaatje Kansmeijer (1787–1833). Visser huwde eerst met Maria Maaskant (1827-1858) uit welk huwelijk twee kinderen geboren werden. Als weduwnaar hertrouwde hij op 25 juni 1859 te Bodegraven met Geertje de Ruijter (1834-1894). Uit het tweede huwelijk werden zeven kinderen geboren, van wie enkelen jong overleden.

## Loopbaan
Visser was een orthodox protestant en werd bij de gemeenteraadsverkiezingen van Woubrugge in 1877, ten tijde van de schoolstrijd, door de voorstanders van Christelijk nationaal bijzonder onderwijs naar voren geschoven als kandidaat. In dat jaar werd hij nog niet verkozen maar in 1879 deed hij zijn intrede in de gemeenteraad van Woubrugge. Van 1887 tot zijn overlijden in 1896 was hij wethouder van Woubrugge.
Visser was ouderling en president-kerkvoogd van de Nederlands Hervormde Kerk van Woubrugge en werd  in 1888 gekozen tot voorzitter van de christelijke school. Op 2 september 1896 vergaderde Visser voor het laatst met de gemeenteraad. In deze vergadering werd hij nog als wethouder herkozen. Drie dagen later kwam hij 's middags plotseling te overlijden. Hij werd op 8 september 1896 in Woubrugge begraven en bereikte de leeftijd van 70 jaar. Hij bewoonde de hofstede 'Berchshoeve' aldaar.

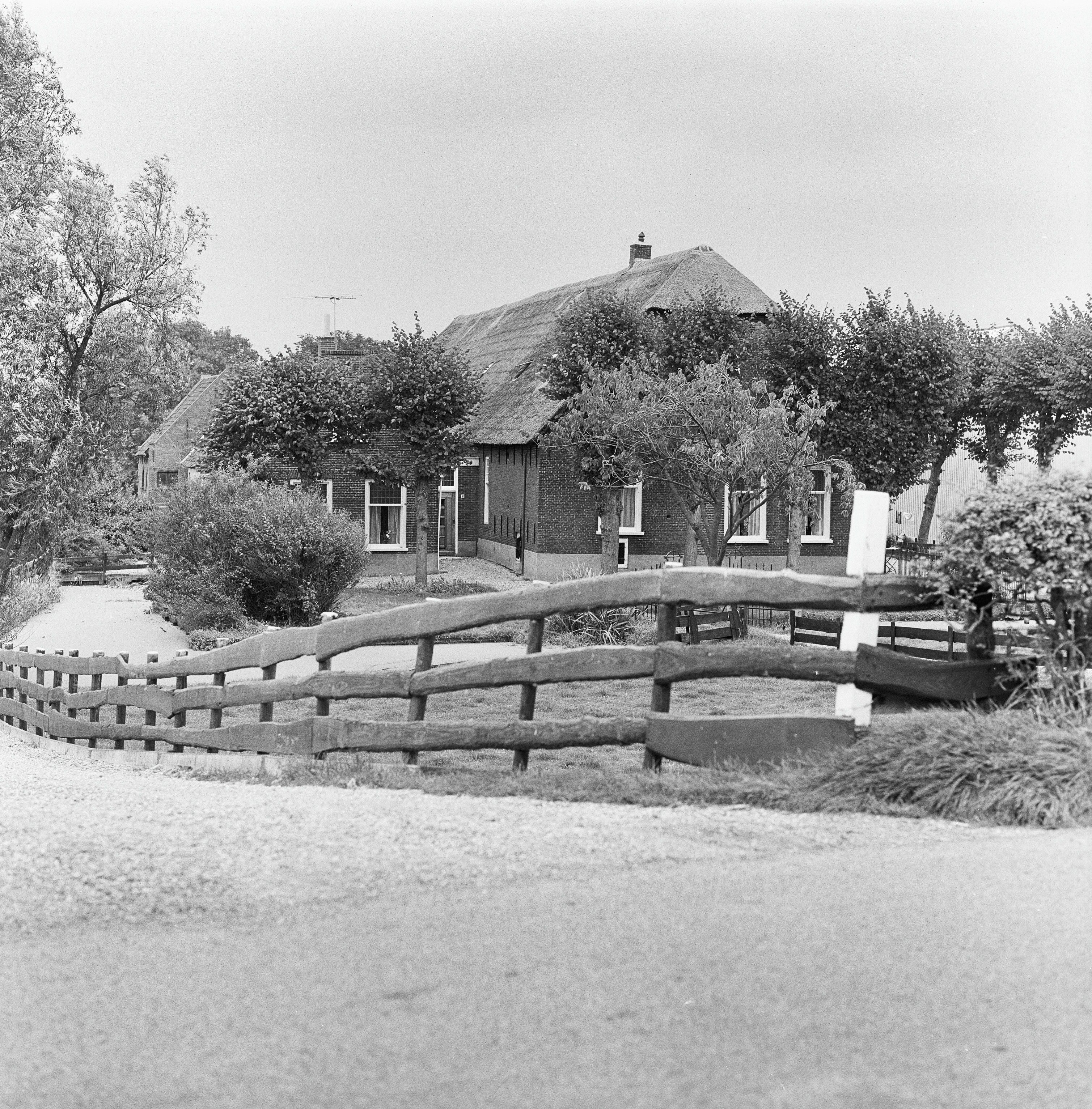
De Berchshoeve anno 1973